# De dwergjes van Tuil
De dwergjes van Tuil is een Nederlandstalige jeugdroman, geschreven door Paul Biegel en uitgegeven in 1976 bij Uitgeverij Holland in Haarlem. De eerste editie werd geïllustreerd door Babs van Wely. De verhalenbundel, geschreven voor kinderen vanaf 5 jaar, verhaalt over het dwergenvolk van Tuil dat op de hei woont. Over dwerg 101, Virgilius van Tuil, zou Biegel nog drie boeken schrijven.

## Het verhaal
Op de heide wonen 100 dwergjes, de dwergjes van Tuil. Ze leven er van de honing uit de heidebloemen en van wortels en aardappelen uit het Land Verderop (een akker). De oudste dwerg heet Ate, dan is er Kromme Dieder die van plagen houdt, sterke Zwing en bange Slem, Tiriaan de prater, en Kleine Pier, de jongste dwerg. Er is nog een honderdeerste dwerg, Virgilius van Tuil, maar die is lang geleden op avontuur vertrokken.
Hoewel Kleine Pier vaak geplaagd wordt, weet hij met zijn dappere daden en slimme plannetjes de dwergjes keer op keer te helpen. Zo sluiten ze dankzij hem vrede met het bijenvolk van koningin Zwoe, zodat er niet meer om honing gekibbeld wordt en beide volkjes elkaar zelfs helpen, verjaagt hij gevaarlijke kraaien, redt hij een ziek konijn en zorgt hij ervoor dat de dwergjes ondanks een omheining die de boer heeft aangelegd toch aardappelen en wortels van het Land Verderop kunnen halen. Daarom zal hij voortaan Grote Pier worden genoemd. Aan het eind van het boek keert Virgilius van Tuil terug en vieren de dwergen een feestelijk weerzien.